# Stockville (Nebraska)
Stockville je selo u američkoj saveznoj državi Nebraska. Prema popisu stanovništva iz 2010. u njemu je živjelo 25 stanovnika.